# Nikola Zvonimir Bjelovučić
Nikola Zvonimir Bjelovučić (Janjina, 11. septembar 1882 — Janjina, 23. novembar 1952), hrvatski etnograf i istoričar. Školovao se u Dubrovniku, Beču i Pragu. Godine 1907. doktorirao je pravo u Zagrebu, a sudija je bio u Dubrovniku, Trstu i Podgorici. Takođe je apsolvirao istoriju na zagrebačkom Filozofskom fakultetu. Advokatsku kancelariju je imao u Trstu, Metkoviću i Dubrovniku. U političkom životu bio je pristaša HSS-a. Osnivač je i urednik časopisa Hrvatska riječ pokrenutog 1925. godine. Značajno je njegovo proučavanje istorije Pelješca i Dubrovačke Republike. Bio je saradnik Narodnog lista iz Zadra, Crvene Hrvatske iz Dubrovnika i još mnogih časopisa. Njegove pripovesti i istorijsko-političke diskusije objavljivane su pri tadašnjoj JAZU.

## Djela
- Poluostrvo Rat (Pelješac) (1922)[3]
- Crvena Hrvatska i Dubrovnik (1929)
- Katolička crkva na Pelješcu (1933)